# P̃
P̃ (onderkast: p̃) is een Latijnse P met een tilde. De P̃ is een stemloze labiaal-velaire plosief en wordt dus uitgesproken als /k͡p/.